# 振威駅
振威駅（チヌィえき）は、大韓民国京畿道平沢市振威面にある、韓国鉄道公社（KORAIL）の駅。
乗り入れている路線は、線路名称上は京釜線であるが、当駅には電車線を走る京釜電鉄線（首都圏電鉄1号線）電車のみが停車する。駅番号は(P161)。

## 駅構造
相対式ホーム2面2線と、その中間に通過線2線の計2面4線を有する地上駅である。橋上駅舎を持つ。通過線2線は京釜線の列車が通過する。
出口は1番（駅西側）と2番（駅東側）の2ヶ所ある。

### のりば
| 1 | ●京釜電鉄線 | 水原・九老・ソウル駅・清凉里方面 |
|   | 京釜線      | 通過線                           |
|   | 京釜線      | 通過線                           |
| 2 | ●京釜電鉄線 | 平沢・天安・牙山・新昌方面       |

## 利用状況
近年の一日平均乗車人員推移は下記の通り。
| 路線        | 乗車人員 | 乗車人員 | 乗車人員 | 乗車人員 | 乗車人員 | 乗車人員 | 注 釈 |
| 路線        | 2006年   | 2007年   | 2008年   | 2009年   | 2010年   | 2011年   | 注 釈 |
| ----------- | -------- | -------- | -------- | -------- | -------- | -------- | ----- |
| ●京釜電鉄線 | 749      | 938      | 1128     | 1245     | 1266     | 1391     | [ 1 ] |

## 駅周辺
周辺は宅地開発の行われていない農村地帯である。駅前広場には保護されているエンジュが植えられている。
- 振威治安センター
- 平沢下北郵便取扱所
- 振威中学校
- 振威高等学校
- 下北里
- 野幕里
- 振威川

## 歴史
1990年代中旬計画での仮称は下北駅（하북역）であった。水原-天安間の複線化・電鉄化と同時に開業する予定だったが、実際には遅れた。
- 2006年6月30日 - 開業。

## 隣の駅
韓国鉄道公社　
●京釜電鉄線　
A急行・B急行　
通過　
緩行　
烏山駅 (P160) - 振威駅 (P161) - 松炭駅 (P162)　